# Рахя
Рахя (на руски: Рахья) е селище от градски тип в Русия, разположено във Всеволожки район, Ленинградска област. Населението му към 1 януари 2018 година е 3416 души.